# Cơ quan quân sự Anh tại Libya

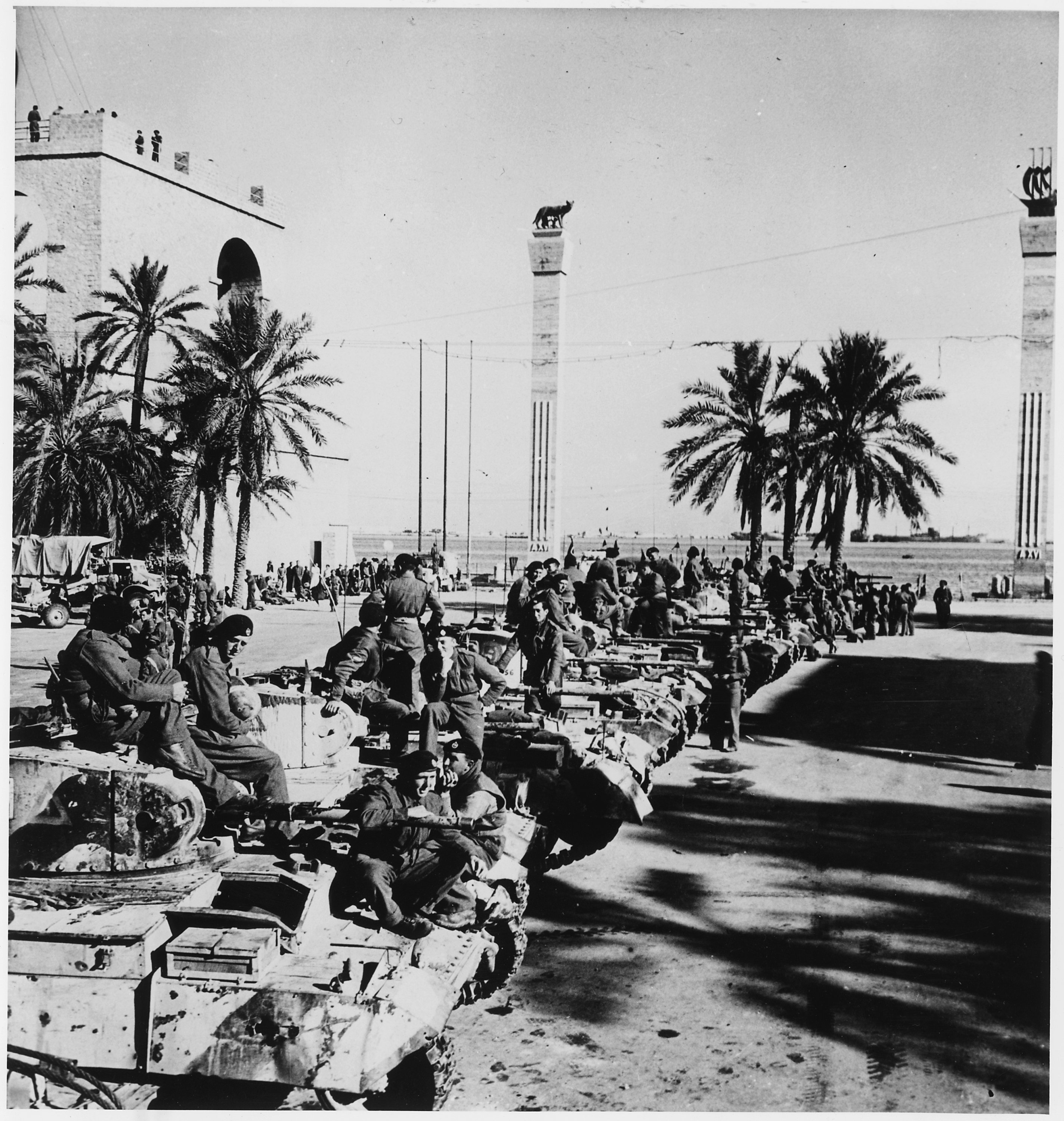
Xe tăng và thủy thủ đoàn Anh xếp hàng trên bờ sông của Tripoli sau khi chiếm được thành phố trong thời gian Thế chiến II - tháng 12 năm 1942

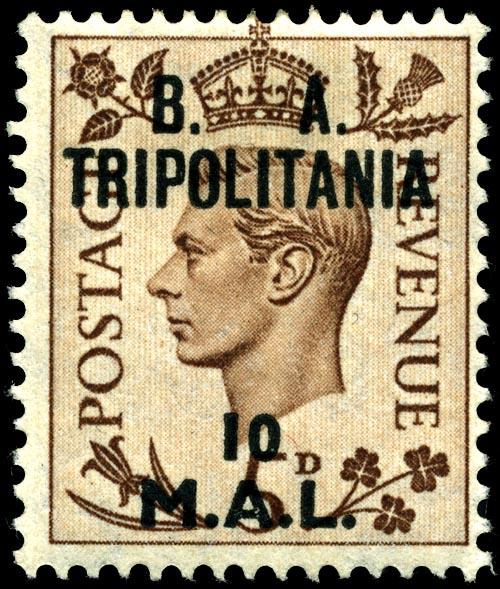
Bộ tem 10 lire của Tripolitania năm 1950 với khuôn mặt của vua George VI

Cơ quan quân sự Anh tại Libya (tiếng Anh: British Military Administration of Libya, tiếng Ý: Amministrazione Militare Britannica della Libia, tiếng Ả Rập: الإدارة البريطانية العسكرية في ليبيا) là sự kiểm soát của các vùng Cyrenaica và Tripolitania của Libya thuộc Ý bởi Anh từ năm 1947 cho đến khi độc lập Libya vào năm 1951. Nó là một phần của chính quyền Đồng minh tại Libya, sau sự thất bại của quân đội của Vương quốc Ý trong Chiến tranh Sa mạc Tây.
Năm 1943, sau khi Ý rút quân, người Anh đã thiết lập một cấu trúc gọi là Cơ quan quân sự Anh để quản lý Tripolitania và Cyrenaica, hai trong ba khu vực chính của Libya, trong khi ở phía nam, Pháp chiếm lãnh thổ Fezzan. Mãi đến năm 1947, Ý mới chính thức từ bỏ chủ quyền đối với Libya.
Năm 1949, với sự hỗ trợ của người Anh, tiểu vương quốc Idris tuyên bố tiểu vương quốc Cyrenaica; chính quyền Vương quốc Anh, rút gọn thành Tripolitania, sau đó lấy tên chính thức là Cơ quan quân sự Anh tại Tripolitania (British administration of Tripolitania).
Giai đoạn chuyển tiếp này kết thúc vào Ngày 24 tháng 12 năm 1951, khi vương quốc Libya giành được độc lập, tập hợp lại các lãnh thổ của Tripolitania, Cyrenaica và Fezzan trong cùng một tỉnh.
Năm 1951, với các đại diện từ Cyrenaica, Tripolitania và Fezzan tuyên bố một liên minh và với đất nước được gọi là vương quốc Libya, Idris đã được trao vương miện. Theo hiến pháp, quốc gia mới có một chính phủ liên bang với ba bang Cyrenaica, Tripolitania và Fezzan có quyền tự trị. Vương quốc cũng có ba thành phố thủ đô: Tripoli, Benghazi và Bayda. Hai năm sau ngày độc lập, vào ngày 28 tháng 3 năm 1953, Libya gia nhập Liên đoàn Ả Rập. Khi Libya tuyên bố độc lập, đây là quốc gia đầu tiên giành được độc lập thông qua Liên Hợp Quốc và một trong những thuộc địa của các quốc gia châu Âu trước đây tại Châu Phi đã giành được độc lập.